# حسین بن عبدالوهاب
حسین بن عبدالوهاب (احتمالاً نیمهٔ دوم سدهٔ چهار و نیمهٔ اول سدهٔ پنجم هجری قمری) نویسندهٔ کتاب عیون المعجزات است. در شرح‌حال‌نویسی نوین مکتب امامیه، وی را «فقیه، شاعر، آگاه به علوم و حدیث و دانشمند جلیل امامی» معرفی می‌کنند. اما از نظر علم رجال شخصیتی مجهول و ناشناخته به‌شمار می‌رود. تنها منبع اطلاعات زندگی او، کتاب خود اوست. افندی نویسندهٔ ریاض‌العلماء نیز اطلاعاتی را که دربارهٔ زندگی او می‌دهد، با توجه به قرائن کتاب عیون المعجزات به‌دست آورده‌است، مانند معاصربودن او با سید رضی، سید مرتضی و شیخ طوسی. بااین‌حال از وی در هیچ‌یک از کتاب‌های رجال هم‌عصر با او مانند نجاشی اثری نیست. محمدباقر مجلسی نیز که از کتاب عیون المعجزات استفاده کرده، از زندگی نویسنده‌اش اطلاعاتی ندارد. تنها منبعی که گسترده‌ترین اطلاعات از وی را دارد، ریاض‌العلماء افندی است. افندی حتی نام چند اثر دیگر از وی و نام برخی از استادان او را نیز می‌آورد.